# Tha Boord o Ulstèr Scotch
Tha Boord o Ulstèr Scotch eller Ulster-Scots Agency är ulsterskotska språkets enda statliga myndighet, gemensamt upprättad av Storbritanniens och Irländska republikens regeringar, enligt deras överenskommelse Långfredagsavtalet 1998. Avtalets genomförandedel grundade North / South Language Body med ansvar för två myndigheter med bestämmanderätt på båda sidorna av gränsen: Foras na Gaeilge (för att stödja irisk gaeliska) och Tha Boord o Ulstèr Scotch (för att stödja skotska språket).
Det finns ingen statlig myndighet för närvarande i själva Skottland - men Skottlands koalitionsregering har lovat stöd till språket.
Tha Boord o Ulstèr Scotchs uppdrag är to promote the study, conservation, development and use of Ulster Scots as a living language - att verka för granskning, bevarande, utveckling och användning av Ulster Scots som ett levande språk. I lagstiftningen är dess mål to promote Ulster Scots as a variety of the Scots language - att verka för Ulster Scots som en variant av skotska språket.
Bland pågående projekt kan nämnas ljudinspelning av talare med Ulster Scots som modersmål, sammanställning av ett Ulster Scots - engelskt lexikon och en översättningsservice. 
Myndigheten har en egen tidning - The Ulster-Scot.